# Endothel-Selektin
E-Selektin (synonym E-Selectin, CD62E) ist ein Oberflächenprotein aus der Gruppe der Selektine.

## Eigenschaften
E-Selektin ist ein Lektin und beteiligt an der Zelladhäsion bei einer Immunreaktion. Es vermittelt Zellkontakte zwischen Neutrophilen und Endothelzellen durch Bindung an PSGL1. E-Selektin ist glykosyliert.